# O logos sou spathi
«O logos sou spathi» (en griego: "O λόγος σου σπαθί"; en español: «Tienes que ser sincero») es una canción de la cantante sueco-griega Helena Paparizou que fue publicada en el mes de junio de 2012.